# لاک‌پشت رنگین
لاک‌پشت رنگین (نام علمی: Chrysemys picta) نام یک گونه از زیرراسته نهان‌گردن است.